# Two Days in New York
Pour plus de détails, voir Fiche technique et Distribution.
Two Days in New York est un film franco-germano-belge écrit et réalisé par Julie Delpy, sorti en 2012.

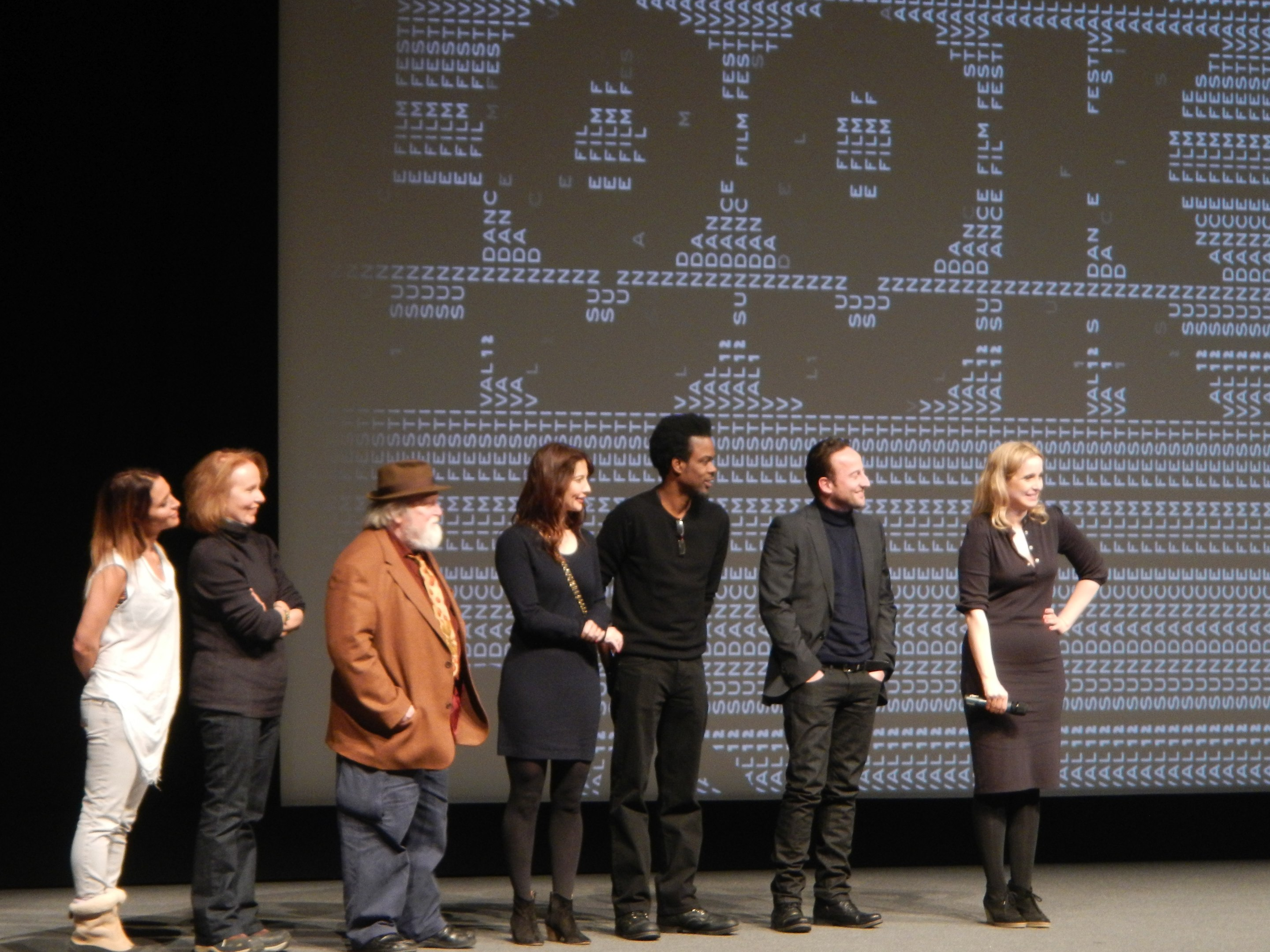
Julie Delpy et l'équipe du film lors de la présentation au Festival du film de Sundance en janvier 2012.

Il s'agit du cinquième long métrage de Julie Delpy et la suite de son deuxième film, Two Days in Paris (2007).

## Synopsis
Marion habite à New York avec Mingus, son nouveau compagnon, et deux enfants qu’ils ont eu lors de relations antérieures.
Elle prépare une exposition de photos. Elle invite alors sa famille (son père, sa sœur Rose et Manu, le copain de sa sœur) à venir pour le vernissage à New York. Leur arrivée va provoquer un véritable choc des cultures. Rose prend ses aises dans l’appartement new-yorkais en se promenant en petites tenues tandis que Manu fait venir un dealer dans l'appartement...

## Fiche technique
- Titre : Two Days in New York
- Réalisation : Julie Delpy
- Scénario : Julie Delpy, Alexia Landeau et Alex Nahon
- Photographie : Lubomir Bakchev
- Montage : Julie Delpy
- Production : Scott Franklin, Ulf Israel, Christophe Mazodier, Jean-Jacques Neira et Hubert Toint
- Société de production : Polaris Films
- Musique : Arnaud Boivin et Jean-Michel Zanetti
- Pays d'origine :  France,  Allemagne,  Belgique
- Langues : anglais, français
- Genre : comédie dramatique, romantique
- Durée : 96 minutes
- Dates de sortie :
  - France : 28 mars 2012

## Distribution
- Julie Delpy : Marion
- Chris Rock : Mingus
- Albert Delpy : Jeannot, le père de Marion
- Alexia Landeau : Rose
- Alex Nahon : Manu
- Dylan Baker : Ron
- Kate Burton : Bella
- Daniel Brühl : Lukas (« la fée des chênes »)
- Vincent Gallo : lui-même

## Distinctions

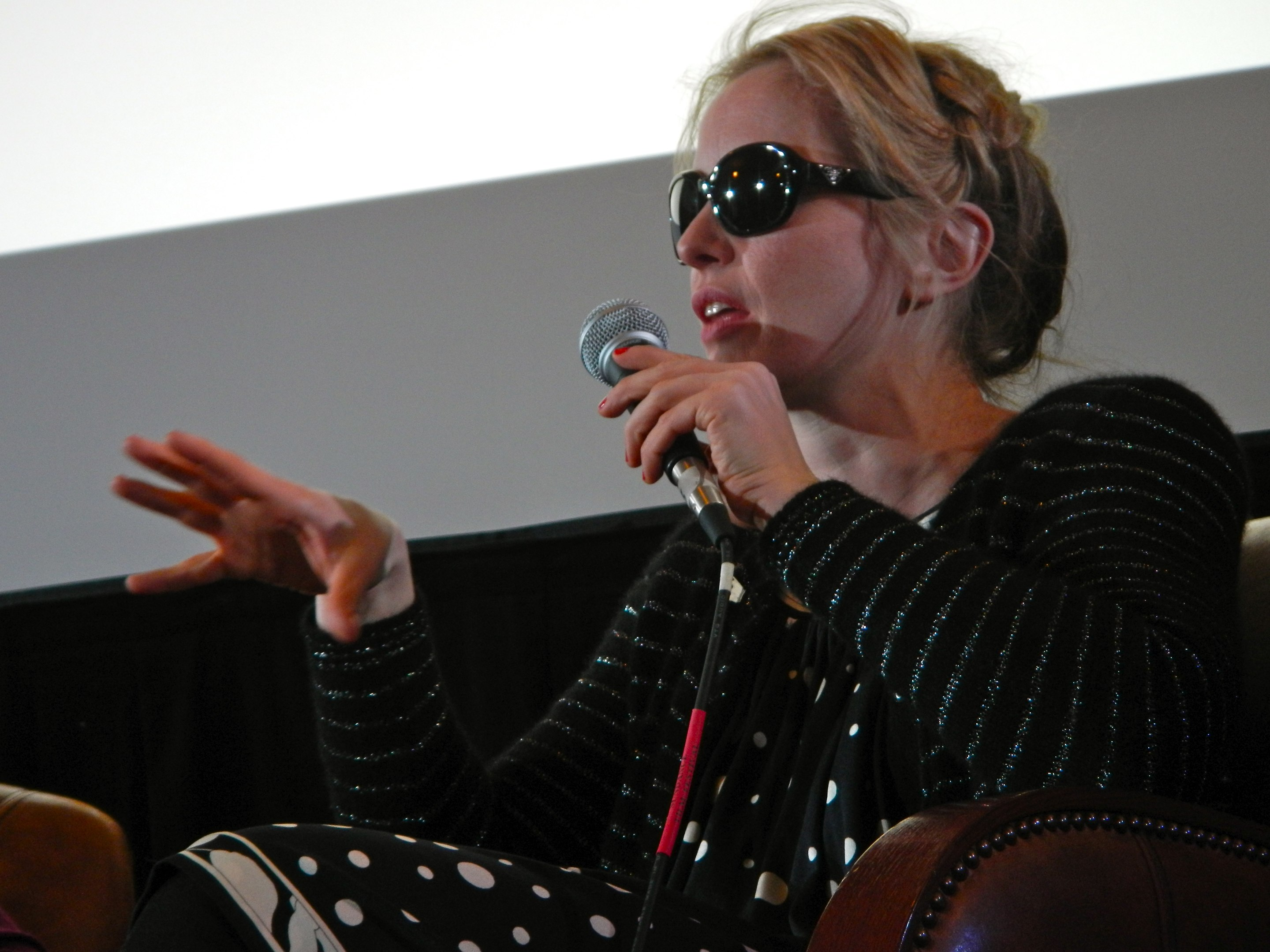
L'actrice/scénariste/réalisatrice Julie Delpy au Festival du film de Sundance 2012.

### Récompenses
- Women Film Critics Circle Awards 2012 : meilleure scénariste pour Julie Delpy

### Nominations
- Festival du film de Sundance 2012 : sélection « Premieres »